# Купюроприёмник

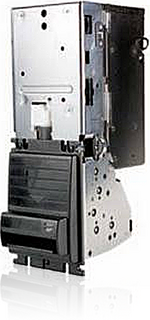
Купюроприёмник

Купюроприёмник (валидатор, банкнотоприёмник) — устройство, предназначенное для приёма бумажных денег, обычно используется в аппаратах и системах самообслуживания населения (торговых и игровых автоматах, платёжных терминалах, банкоматах). С помощью систем датчиков купюроприёмник определяет номинал купюры и проверяет её подлинность, используя сравнения оптических и магнитных характеристик купюры с эталонными образами, хранящимися во встроенной флэш-памяти. Принятые купюры хранятся в стеккере (металлическом ящике, сейфе) или в специальном мешке.
Купюроприёмник может быть снабжен устройством для выдачи сдачи бумажными купюрами, хранящимися в отдельном стреккере.